# Монтурке
Монтурке (ісп. Monturque) — муніципалітет в Іспанії, у складі автономної спільноти Андалусія, у провінції Кордова. Населення — 2009 осіб (2010).
Муніципалітет розташований на відстані близько 340 км на південь від Мадрида, 49 км на південь від Кордови.
На території муніципалітету розташовані такі населені пункти: (дані про населення за 2010 рік)
- Сід-Толедо: 78 осіб
- Лос-Льянос: 135 осіб
- Монтурке: 1789 осіб
- П'єдрас-де-Варо: 7 осіб

## Демографія
Динаміка населення (INE ):

## Галерея зображень

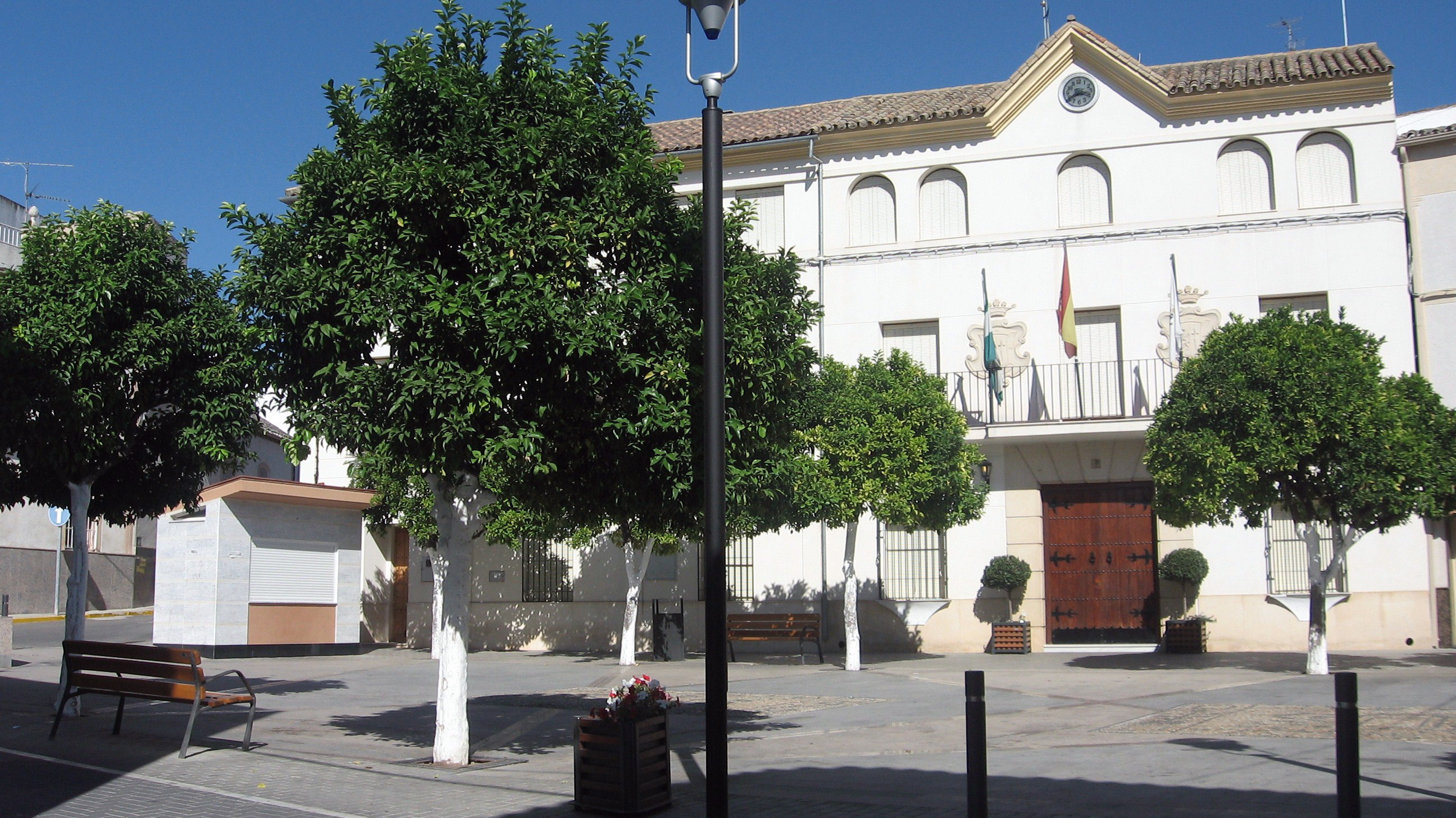
Муніципальна рада
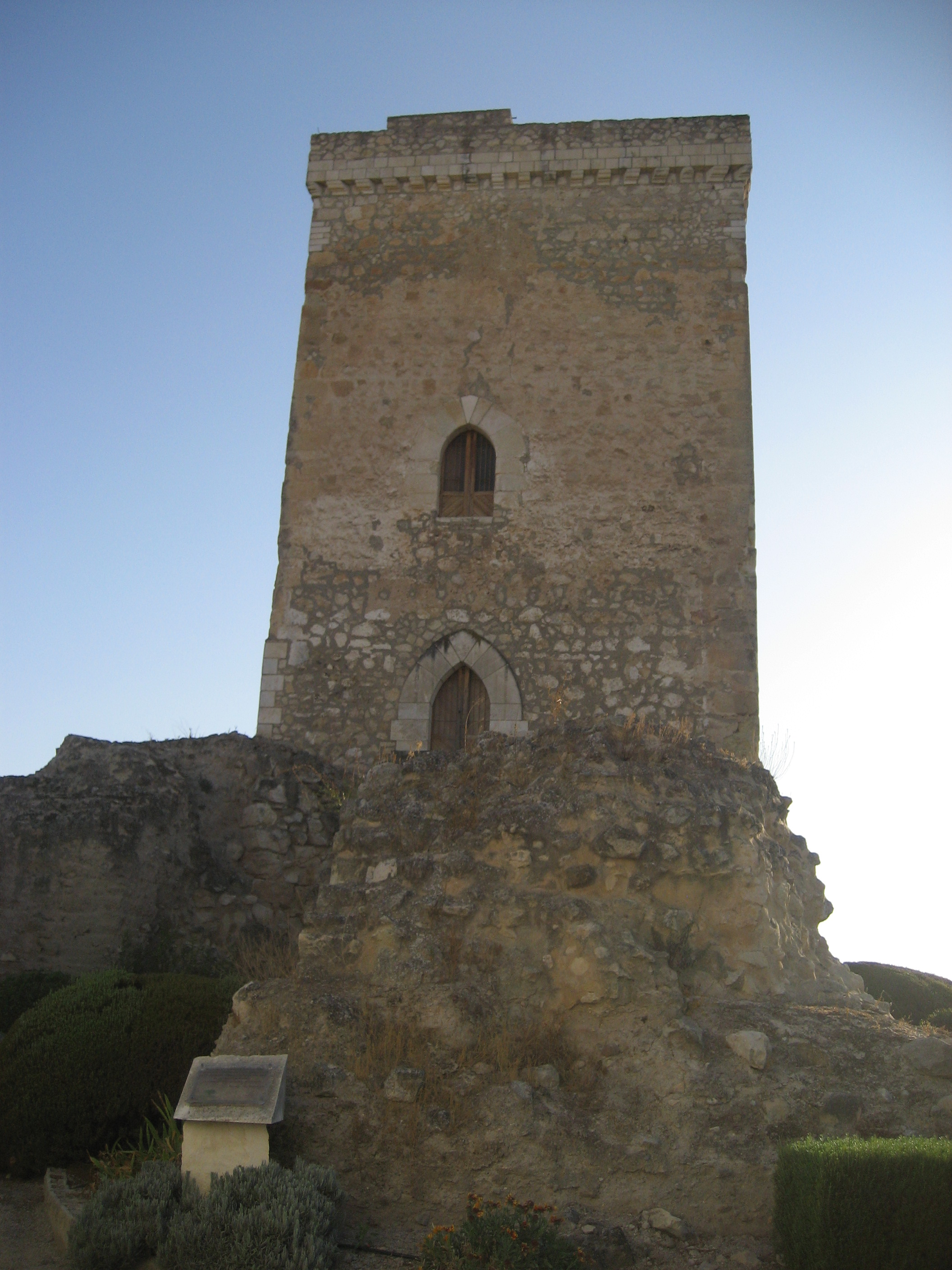
Вежа середньовічного замку, Монтурке
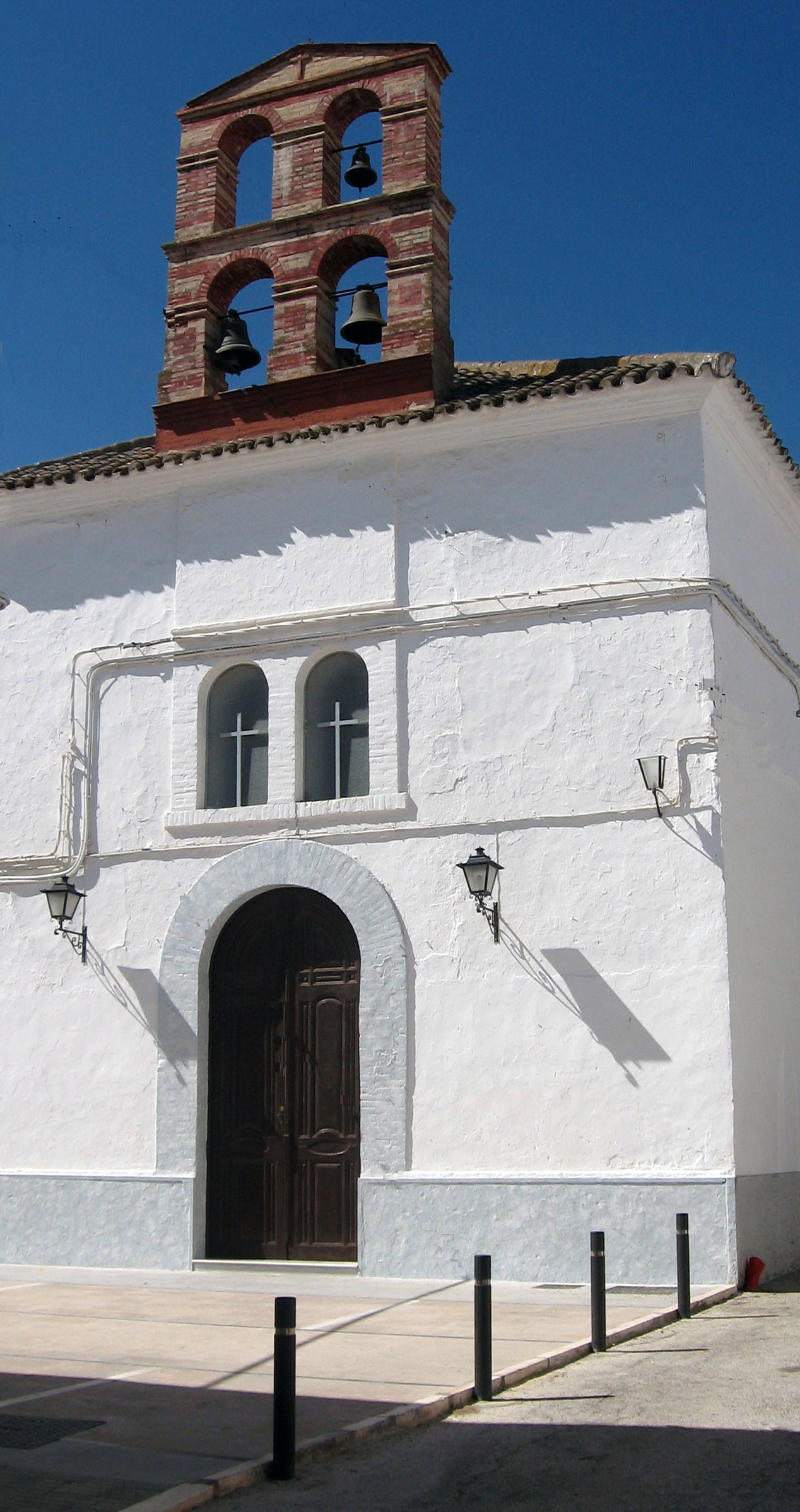
Каплиця Санто-Крісто-де-ла-Вера-Крус